# Bêtacisme
 (avril 2024).
Si vous disposez d'ouvrages ou d'articles de référence ou si vous connaissez des sites web de qualité traitant du thème abordé ici, merci de compléter l'article en donnant les références utiles à sa vérifiabilité et en les liant à la section « Notes et références ».
Le bêtacisme (terme formé à partir du grec ancien βῆτα bêta, « la lettre b ») désigne en phonologie une confusion dans la prononciation entre [b] et [β] ou [v], ou du moins l'absence dans cette différence phonétique d'une valeur discriminante qui permettrait une distinction de sens entre deux mots. Parmi les langues romanes, on retrouve ce phénomène en espagnol, galicien et portugais du nord, une grande partie du domaine du catalan, certains dialectes de l'occitan (gascon, languedocien, auvergnat), sarde, corse et certains dialectes du napolitain.
En phonétique historique, le bêtacisme peut également désigner un changement phonétique qui consiste en la transformation du [b] en [β] ou [v]. C'est un cas particulier de lénition. C'est une évolution courante qui s'observe dans diverses familles linguistiques, par exemple dans les langues romanes, en grec ancien et en hébreu.

## Le bêtacisme dans les langues romanes
Le bêtacisme des langues romanes représente en réalité la conjonction de deux phénomènes linguistiques distincts, probablement liés entre eux. En latin classique, les lettres B et V (alors non distingué de U) correspondaient à des sons distincts : le B représentait la consonne occlusive bilabiale voisée [b] en toute position, tandis que V consonne représentait la semi-voyelle labio-vélaire [w], pareille au ou français dans "ouate".
Cependant, en latin vulgaire, le [b] subit une lénition entre voyelles et vint à s'y prononcer comme une consonne fricative bilabiale voisée [β], tandis que le [w] commença à se durcir en [β] également dans la plupart des positions, dont l'initiale. La majorité des langues romanes renforcèrent ultérieurement ce [β] en la consonne fricative labio-dentale voisée [v], par exemple le français, l'italien ou le roumain. Cependant, dans d'autres parlers, surtout au nord de la péninsule Ibérique, dans certaines parties de l'Occitanie dans le Sud de la France, ainsi qu'en Sardaigne, le son [β] ne fut pas changé en [v] et vint à se durcir en [b] à l'initiale, aboutissant à une confusion totale des deux anciens phonèmes latins : dans les langues concernées, [b] et [β] sont deux allophones d'un même phonème, dont la répartition est entièrement déterminée par la position : [β] apparaît entre voyelles, [b] à l'initiale et après une consonne nasale (c'est-à-dire [m] ou [n]) ; en conséquence, il n'existe plus dans ces langues de base phonétique à la distinction de B et V dans l'orthographe.
Dans les langues qui conservent une distinction entre [b] et [v], on trouve des exemples sporadiques de bêtacisme (par exemple, le français brebis, métathèse de l'ancien français berbis, provient du latin vervex ; le roumain bătrân « vieux, vieillard », du latin veteranus) sans que le phénomène soit généralisé. Selon Jozsef Herman, la confusion entre v et b était peut-être plus répandue dans les provinces italiennes, balkaniques et africaines de l'empire romain.
La cause véritable de ces changements est discutée. La lénition du [b] intervocalique en [β] / [v] est une évolution phonétique banale qui peut s'attribuer à une évolution interne du latin et fut menée à terme dans toutes les langues romanes, sans exception. On peut parler d'un changement phonétique pan-roman. En revanche, dans les aires géographiques mentionnées plus haut, les raisons du durcissement du [w] latin en [b] à l'initiale doivent être plus spécifiques.
Pour certains linguistes, le phénomène fut peut-être favorisé par l'influence de langues pré-romaines, peut-être apparentées au basque : de fait, en basque aussi bien qu'en ibère (langue morte parlée dans l'est de la péninsule ibérique avant la romanisation), les sons [v] et [w] ne se trouvent pas devant des voyelles, mais [b] y est possible. Toutefois, d'autres études considèrent qu'il ne s'agit de rien de plus que d'une évolution structurelle du système phonologique propre aux langues en question, en s'appuyant notamment sur le fait que le bêtacisme roman se retrouve ailleurs, par exemple en sarde (latin lingua > sarde limba, latin vita > sarde bida).
Néanmoins, des théories considèrent que l'absence du [v] labio-dental, dans une grande partie de la péninsule ibérique, s'est diffusée depuis la Galice à partir du Moyen Âge sous l'influence d'un substrat linguistique plus ancien. On peut ajouter que ni le latin ni les langues paléo-hispaniques ne connaissaient à l'origine le son [v], selon les connaissances actuelles.

## Exemples de bêtacisme dans des inscriptions antiques
Le bêtacisme en latin puis en roman est un phénomène assez ancien pour se retrouver dans l'épigraphie latine ; on peut ainsi en faire remonter le début au Ier siècle. Les inscriptions trouvées dans la péninsule ibérique fournissent un très grand nombre d'exemples de mots écrits avec un B là où l'orthographe classique comporte normalement un V ; voici quelques exemples tirés du Corpus Inscriptionum Latinarum, suivi des formes latines classiques et d'une traduction :
- CRESCENTINA BIRGINIO au lieu de Virginio (« pour Crescentina Virginius »)
- QUI BIXIT au lieu de vixit (« qui vécut »)
- GRAVITATIS BENI BOLENTIAE au lieu de benevolentiae (« par le prestige de la bienveillance")
- ROMULO BETERANO au lieu de veterano (« pour le vétéran Romulus »)
- SINE BILE au lieu de vile (« sans défaut »)
- SECUNDUM BOCIS au lieu de vocis (« selon ses paroles »)
- SEPULCHRUM BENDERE au lieu de vendere (« vendre le tombeau »)
- SUPRA DICTUM DIEM BEL au lieu de vel (« le jour susdit, ou... »)
- PRO SALUT EORU BOTU POSUIT au lieu de votu (« fit un vœu pour sa santé »)
- DISCESIT BICTORIA au lieu de victoria (« ce fut une victoire »)
- ET BOLUNTATEM au lieu de voluntatem (« et la volonté »)
- PLUS MINUS BIGINTI au lieu de viginti (« plus ou moins vingt »)
- MAXIMIANUS BOTUM SOLBIT au lieu devotum solvit (« Maximianus accomplit un vœu »)
- DOMINOS BEL SCINDERE au lieu de vel scindere (« seigneurs... ou partager... »)

## Le bêtacisme comme changement de B en V
Comme modification phonétique générale du [b] en [v], le bêtacisme est caractéristique de l'évolution du grec ancien vers le grec moderne : par exemple, la prononciation de la lettre β, bêta en grec ancien, est devenue vita en grec moderne. Cela explique que dans l'alphabet cyrillique, dérivé de l'alphabet grec vers la fin du IXe siècle, le son [v] s'écrive В, le son [b] étant noté  Б ; les deux lettres tirent leur origine de variantes graphiques du bêta employées de façon distinctive.
Le même changement se retrouve dans l'évolution de certaines langues de l'Italie méridionale. Par exemple, en napolitain, les mots vocca, arvero, varva, Calavria « bouche, arbre, barbe, Calabre » correspondent à l'italien standard bocca, albero, barba, Calabria.